# Chaltschajan
Koordinaten: 38° 17′ 37″ N, 67° 58′ 44″ O
Chaltschajan sind die Reste einer antiken Stadt, im Süden des heutigen Usbekistan am Surxondaryo gelegen. Der Ort wurde von 1959 bis 1963 zum Teil ausgegraben. Dabei kamen vor allem die Reste eines Palastes zu Tage, der reich mit bemalten Tonskulpturen dekoriert war, die zu den wichtigsten Skulpturen Zentralasiens gehören.

## Beschreibung
Die Tonskulpturen befanden sich alle auf der Galerie, die in drei Metern Höhe um die 17,5 × 6 Meter große Haupthalle herumführte. In der Mitte standen die Figuren eines Herrschers und seines Hofstaates. Darüber schmückten Tonfiguren von Göttern die Wand. Andere Figuren, die sich an den Seitenwänden befanden, verkörpern Reiter und setzen den Dionysoskult in Szene.
Chaltschajan wurde wahrscheinlich im 2. Jahrhundert v. Chr. von den Yuezhi gegründet. Der Palast datiert wahrscheinlich ins 1. Jahrhundert v. Chr. und damit unter die Kuschana, die aus den Yuezhi hervorgegangen waren. Die gefundenen Figuren sind vor allem wegen ihres Realismus von Bedeutung. Einige von ihnen stellen wahrscheinlich Herrscher dar, so dass auch vermutet wird, dass es sich hier um die Reste eines Tempels für einen Herrscherkult handelte. Es fanden sich auch Reste von Wandmalereien, die jedoch nur schlecht erhalten waren.